# Piece of Mind
A Piece of Mind a brit Iron Maiden negyedik nagylemeze, mely 1983-ban jelent meg. Az Egyesült Államokban eredetileg az EMI és a Capitol adta ki, de később újból kiadta a Sanctuary/Columbia Records. Ez volt az első olyan Iron Maiden album, melyen Nicko McBrain dobos játéka hallható.
Az IGN top 25 metal album listáján a 21. helyre került.
1983-ban a Kerrang! magazin minden idők legnagyobb metal albumainak listáján első helyre sorolta, míg a második a The Number of the Beast lett.
A lemez a UK Albums Chart listáján a 3. míg a Billboard 200-on a 70. helyen nyitott.
A Piece of Mind az ezt követő Powerslave albummal egyetemben a zenekar második legkelendőbb lemeze, világszerte több millió eladott példánnyal.
1989-ben Steve Harris kijelentette, hogy ez a legjobb albumuk, valamint a 2000-es Brave New Worldig Bruce Dickinson énekesnek is ez volt a kedvenc albuma. Ez az első olyan lemezük, ahol Eddie teljes egészében látható a boríton.

## Háttér
A dalok nagy része a zenekar érdeklődését tükrözi a könyvek és filmek iránt. A To Tame a Land alapjául Frank Herbert sci-fi regénye, A Dűne szolgált. A The Trooper című dalt Alfred Tennyson A könnyű lovasbrigád rohama című műve ihlette.
A Still Life dalt Clark Ashton Smith fantasy/horroríró második világháborús novellája, a Genius Loci and Other Tales inspirálta. A Where Eagles Dare-t Brian G. Hutton azonos című filmje (Kémek a Sasfészekben) ihlette. A Quest for Fire Jean-Jacques Annaud azonos című filmjének a hatására született.
A Revelations és a Sun and Steel dalokat Misima Jukio Sun and Steel és Mijamoto Muszasiról szóló művei inspirálták. A Flight of Icarust a görög mitológiából ismert történet alapja szolgáltatta. A többi dalszöveget Dickinson elmondása szerint nagyban befolyásolta Aleister Crowley.
Ez az első Maiden album, amelyet nem egy szám után neveztek el (az album címe azonban felbukkan a Still Life szövegében). Az albumot a legkorábbi szakaszában Food for Thought-nak nevezték, ez az elképzelés azonban megváltozott. Az utolsó To Tame a Land dalnak eredetileg Dűne volt a címe, de mivel a dal alapjául szolgáló, azonos című regény írója Frank Herbert nem szerette a zenekart és a hard rock/heavy metalt, nem engedélyezte a cím felhasználását.
Csakúgy, mint elődjén, itt is találhatók bibliai utalások, idézetek.
A lemez hatodik dalának, a Still Life-nak az elején egy rejtett üzenet hallható, melyet csak akkor lehet hallani, ha az albumot visszafelé játsszuk le. Itt Nicko McBrain Idi Amin Dadát utánozza. E vicc miatt a kritikusok sátánizmussal vádolták a zenekart.

## Számlista
|    | Cím                    | Szerző(k)                | Hossz |
| -- | ---------------------- | ------------------------ | ----- |
| 1. | Where Eagles Dare      | Steve Harris             | 6:10  |
| 2. | Revelations            | Bruce Dickinson          | 6:48  |
| 3. | Flight of Icarus       | Dickinson, Adrian Smith  | 3:51  |
| 4. | Die With Your Boots On | Dickinson, Smith, Harris | 5:28  |
| 5. | The Trooper            | Harris                   | 4:15  |
| 6. | Still Life             | Dave Murray, Harris      | 4:53  |
| 7. | Quest for Fire         | Harris                   | 3:41  |
| 8. | Sun and Steel          | Dickinson, Smith         | 3:26  |
| 9. | To Tame a Land         | Harris                   | 7:27  |

| 10. | I Got the Fire (Montrose feldolgozás)     | Ronnie Montrose | 3:53 |
| 11. | Cross-Eyed Mary (Jethro Tull feldolgozás) | Ian Anderson    | 3:55 |

## Feldolgozások
A 2008-as Maiden Heaven: A Tribute to Iron Maiden feldolgozásalbumon a "The Trooper"-t a Coheed and Cambria, a "To Tame a Land"-et pedig a Dream Theater dolgozta fel.

## Helyezések

### Album
| Év   | Lista                  | Pozíció |
| ---- | ---------------------- | ------- |
| 1983 | UK Albums Chart        | 3       |
| 1983 | U.S. Pop Albums        | 14      |
| 1983 | U.S. Billboard Hot 200 | 70      |

### Kislemezek
| Év   | Kislemez            | Lista                       | Pozíció | Album                 |
| ---- | ------------------- | --------------------------- | ------- | --------------------- |
| 1983 | "Flight of Icarus"  | UK Singles Chart            | 11      | "Piece of Mind"       |
| 1983 | "Flight of Icarus"  | U.S. Mainstream Rock Tracks | 8       | "Piece of Mind"       |
| 1983 | "The Trooper"       | UK Singles Chart            | 12      | "Piece of Mind"       |
| 1983 | "The Trooper"       | U.S. Mainstream Rock Tracks | 28      | "Piece of Mind"       |
| 1990 | "Flight of Icarus"  | UK Singles Chart            | 7       | "The First Ten Years" |
| 2005 | "The Trooper" (élő) | Canadian Singles Chart      | 5       | "Death on the Road"   |
| 2005 | "The Trooper" (élő) | Görögország                 | 9       | "Death on the Road"   |
| 2005 | "The Trooper" (élő) | Spanyolország               | 1       | "Death on the Road"   |
| 2005 | "The Trooper" (élő) | Svédország                  | 5       | "Death on the Road"   |
| 2005 | "The Trooper" (élő) | Svájc                       | 61      | "Death on the Road"   |

## Minősítések
| Ország        | Hitelesítés | Értékesítés | Év   |
| ------------- | ----------- | ----------- | ---- |
| USA           | 1x Platina  | 1,000,000+  | 1986 |
| Anglia        | 1x Platina  | 300,000+    | 1995 |
| Kanada        | 2x Platina  | 200,000+    | 2006 |
| Németország   | Arany       | 250,000+    | 1996 |
| Finnország    | Gold        | 25,000+     | 1990 |
| Spanyolország | Arany       | 50,000+     | 1983 |

## Közreműködők
- Bruce Dickinson – ének
- Dave Murray – gitár
- Adrian Smith – gitár, vokál
- Steve Harris – basszusgitár, vokál
- Nicko McBrain – dob